# دریاچه پیپوس
دریاچه پیپوس (استونیایی: Peipsi järv, Pihkva järv; روسی: Псковско-Чудское озеро (Pskovsko-Chudskoe ozero), آلمانی: Peipussee) پنجمین دریاچه بزرگ قاره اروپا است که در مرز کشور استونی و روسیه قرار دارد.
این دریاچه که ۳٬۵۵۵ کیلومتر مربع مساحت دارد عمق آن در کمترین ۷٫۱ متر و بیشترین ۱۵٫۳ متر است.
|         |             |      |                   |
| کالاسته | بندر موستوی | رانا | نوار ساحلی موستوی |

|              |          |       |            |
| لوتی اروپایی | ماهی سیم | roach | Pike-perch |